# FIS Marathon Cup 2007/2008
Sezon 2007/2008 FIS Marathon Cup rozpoczął się 16 grudnia 2007 roku włoskim maratonem La Sgambeda, a zakończył 15 marca 2008 roku norweskim Birkebeinerrennet.
Obrońcami tytułu byli: Szwedka Elin Ek wśród kobiet oraz jej rodak Jerry Ahrlin wśród mężczyzn. W tym sezonie triumfowali: Rosjanka Tatjana Jambajewa, a wśród mężczyzn zwyciężył reprezentant Norwegii Anders Aukland.

## Kalendarz i wyniki

### Kobiety
| Lp. | Data             | Zawody                           | Dystans             | 1. miejsce        | 2. miejsce                | 3. miejsce                |
| --- | ---------------- | -------------------------------- | ------------------- | ----------------- | ------------------------- | ------------------------- |
| 1.  | 16 grudnia 2007  | Livigno – La Sgambeda            | 42 km s. dowolnym   | Tatjana Jambajewa | Hilde Pedersen            | Elin Ek                   |
| 2.  | 13 stycznia 2008 | Bedřichov – Jizerská Padesátka   | 50 km s. klasycznym | Jenny Hansson     | Tatjana Jambajewa         | Hilde Pedersen            |
| 3.  | 20 stycznia 2008 | Lienz – Dolomitenlauf            | 60 km s. dowolnym   | Tatjana Jambajewa | Natascia Leonardi Cortesi | Elin Ek                   |
| 4.  | 28 stycznia 2008 | Predazzo – Marcialonga           | 70 km s. klasycznym | Jenny Hansson     | Elin Ek                   | Susanne Nyström           |
| 5.  | 3 lutego 2008    | Oberammergau – König-Ludwig-Lauf | 42 km s. klasycznym | Elin Ek           | Tatjana Jambajewa         | Jenny Hansson             |
| 6.  | 10 lutego 2008   | Lamoura – Transjurassienne       | 50 km s. dowolnym   | Tatjana Jambajewa | Karine Philippot          | Natascia Leonardi Cortesi |
| 7.  | 17 lutego 2008   | Otepää – Tartu Maraton           | 63 km s. klasycznym | Zawody odwołano   | Zawody odwołano           | Zawody odwołano           |
| 8.  | 2 marca 2008     | Sälen – Vasaloppet               | 90 km s. klasycznym | Sandra Hansson    | Jenny Hansson             | Sumiko Yokoyama           |
| 9.  | 9 marca 2008     | Samedan – Engadin Skimarathon    | 42 km s. dowolnym   | Katrin Zeller     | Elin Ek                   | Tatjana Jambajewa         |
| 10. | 15 marca 2008    | Lillehammer – Birkebeinerrennet  | 54 km s. klasycznym | Hilde Pedersen    | Tatjana Jambajewa         | Elin Ek                   |

### Mężczyźni
| Lp. | Data             | Zawody                           | Dystans             | 1. miejsce       | 2. miejsce      | 3. miejsce           |
| --- | ---------------- | -------------------------------- | ------------------- | ---------------- | --------------- | -------------------- |
| 1.  | 16 grudnia 2007  | Livigno – La Sgambeda            | 42 km s. dowolnym   | Jerry Ahrlin     | Anders Aukland  | Marco Cattaneo       |
| 2.  | 13 stycznia 2008 | Bedřichov – Jizerská Padesátka   | 50 km s. klasycznym | Anders Aukland   | Oskar Svärd     | Jørgen Aukland       |
| 3.  | 20 stycznia 2008 | Lienz – Dolomitenlauf            | 60 km s. dowolnym   | Tullio Grandelis | Marco Cattaneo  | Philipp Rubin        |
| 4.  | 28 stycznia 2008 | Predazzo – Marcialonga           | 70 km s. klasycznym | Anders Aukland   | Jørgen Aukland  | Jerry Ahrlin         |
| 5.  | 3 lutego 2008    | Oberammergau – König-Ludwig-Lauf | 42 km s. klasycznym | Daniel Tynell    | Jerry Ahrlin    | Stanislav Řezáč      |
| 6.  | 10 lutego 2008   | Lamoura – Transjurassienne       | 50 km s. dowolnym   | Marco Cattaneo   | Raphaël Poirée  | Diego Ruiz           |
| 7.  | 17 lutego 2008   | Otepää – Tartu Maraton           | 63 km s. klasycznym | Zawody odwołano  | Zawody odwołano | Zawody odwołano      |
| 8.  | 2 marca 2008     | Sälen – Vasaloppet               | 90 km s. klasycznym | Jørgen Aukland   | Anders Aukland  | Jerry Ahrlin         |
| 9.  | 9 marca 2008     | Samedan – Engadin Skimarathon    | 42 km s. dowolnym   | Tor Arne Hetland | Dario Cologna   | Christophe Perrillat |
| 10. | 15 marca 2008    | Lillehammer – Birkebeinerrennet  | 54 km s. klasycznym | Stanislav Řezáč  | Anders Aukland  | Jerry Ahrlin         |

## Klasyfikacje
| Lp. | Zawodnik                  | Punkty |
| --- | ------------------------- | ------ |
| 1.  | Tatjana Jambajewa         | 600    |
| 2.  | Jenny Hansson             | 514    |
| 3.  | Elin Ek                   | 490    |
| 4.  | Hilde Pedersen            | 240    |
| 5.  | Natascia Leonardi Cortesi | 185    |
| 6.  | Susanne Nyström           | 155    |
| 7.  | Iryna Nafranowicz         | 145    |
| 8.  | Sandra Hansson            | 100    |
| 8.  | Katrin Zeller             | 100    |
| 10. | Karine Philippot          | 80     |

| Lp. | Zawodnik            | Punkty |
| --- | ------------------- | ------ |
| 1.  | Anders Aukland      | 493    |
| 2.  | Jerry Ahrlin        | 434    |
| 3.  | Marco Cattaneo      | 411    |
| 4.  | Jørgen Aukland      | 344    |
| 5.  | Mathias Fredriksson | 267    |
| 6.  | Oskar Svärd         | 257    |
| 7.  | Tullio Grandelis    | 224    |
| 8.  | Daniel Tynell       | 196    |
| 9.  | Stanislav Řezáč     | 188    |
| 10. | Bruno Carrara       | 173    |